# Torpo
Torpo (dawniej: Toruńskie Zakłady Przemysłu Odzieżowego) – nieistniejące przedsiębiorstwo przemysłu odzieżowego. Jej siedziba mieściła się przy ul. Żwirki i Wigury 55 w Toruniu.
Przedsiębiorstwo uruchomiono w 1947 roku, pierwotnie nazywało się Toruńskie Zakłady Przemysłu Odzieżowego. W latach 60. Torpo nawiązało współpracę z Zespołem Szkół Odzieżowych. 8 listopada 1982 roku przy zakładzie uruchomiono przedszkole. Pod koniec 2008 roku zatrudniało 431 pracowników. Pod koniec 2009 roku w wyniku zadłużenia na 3 mln zł podjęto decyzję o likwidacji zakładu. W kwietniu 2010 roku znalazło się w stanie likwidacji. W październiku 2010 roku w wyniku odcięcia dostaw energii zatrzymano produkcję. W marcu 2011 roku likwidator sprzedał siedzibę przedsiębiorstwa za 5,5 mln zł.
W lutym 2020 roku wyburzono ostatnie budynki zakładu. Na ich miejscu rozpoczęto budowę osiedla mieszkaniowego Nowe Torpo.